# Fredericksburg (Indiana)
Fredericksburg es un pueblo ubicado en el condado de Washington en el estado estadounidense de Indiana. En el Censo de 2010 tenía una población de 85 habitantes y una densidad poblacional de 32,4 personas por km².

## Geografía
Fredericksburg se encuentra ubicado en las coordenadas 38°25′35″N 86°11′19″O / 38.42639, -86.18861. Según la Oficina del Censo de los Estados Unidos, Fredericksburg tiene una superficie total de 2.62 km², de la cual 2.57 km² corresponden a tierra firme y (1.97%) 0.05 km² es agua.

## Demografía
Según el censo de 2010, había 85 personas residiendo en Fredericksburg. La densidad de población era de 32,4 hab./km². De los 85 habitantes, Fredericksburg estaba compuesto por el 92.94% blancos, el 0% eran afroamericanos, el 2.35% eran amerindios, el 0% eran asiáticos, el 0% eran isleños del Pacífico, el 0% eran de otras razas y el 4.71% pertenecían a dos o más razas. Del total de la población el 5.88% eran hispanos o latinos de cualquier raza.